# Prix Aniuta Winter-Klein
Le prix Aniuta Winter-Klein est un prix biennal décerné en hommage à Aniuta Winter-Klein, professeure à l’École supérieure d'optique, à un chercheur dont les travaux contribuent à la connaissance des sciences physiques et de leurs applications. Il est doté de 3 000 €. Le prix est d'abord annuel, puis biennal, ensuite triennal.

## Lauréats
- 2023 : François Ladieu, Physicien CEA au SPEC (Service de Physique de l'Etat Condensé) – Institut Iramis.
- 2022 : Grégory Schehr directeur de recherche CNRS au Laboratoire de physique théorique et hautes énergies (Sorbonne Université/CNRS).
- 2016 : Daniel Bonamy, ingénieur au Commissariat à l’énergie atomique et aux énergies alternatives.
- 2014 : Henk Hilhorst, directeur du Laboratoire de Physique Théorique d’Orsay (Univ. Paris Sud- 11/CNRS)
- 2004 : Nicolas Sourlas (ENS, Paris)
- 2002 : Chaouqi Misbah (Université Joseph Fournier, Grenoble)
- 2000 :Patrick Bernier, expérimentateur en physique des solides[2].

...
- 1985 : Robert de Pape, professeur à la faculté des sciences du Mans.
- 1984 : Johannès Marinus Stevels, chef du département du Verre au laboratoire de recherches Philips à Eindoven.
- 1983 Jean-François Sadoc, maître assistant à l'université Paris-Sud[1].